# Johann von Viermund († 1510)
Johann von Viermund zu Nordenbeck (auch von Virmundt oder von Viermünden, * nach 1470; † 1510) war Herr von Nordenbeck.
Er entstammt der hessischen Adelsfamilie von Viermund, die nach dem Ort Viermünden benannt ist und auf der Burg Nordenbeck residierte. Er ist ein Sohn von Konrad IV. von Viermund zu Nordenbeck, Herr von Nordenbeck und Fürstenberg, Amtmann von Medebach und dessen Gattin Margaretha von Hatzfeld zu Wildenburg. Er hatte zwei ältere Brüder, Philipp  († 1528) und Ambrosius († 1539). Als sein Vater um 1493 starb, wurde dessen Nachlass unter den drei Brüdern geteilt.
Johann erhielt eine Hälfte der Burg und Herrschaft Nordenbeck und das halbe Gericht Viermünden. Philipp erhielt die andere Hälfte der Burg und Herrschaft Nordenbeck sowie das Amt Medebach. Ambrosius erhielt die Herrschaft Fürstenberg.
Sein Bruder Philipp erwarb 1496 durch Heirat die Burg Bladenhorst, Ambrosius 1502 durch Heirat die Burg Neersen, wo sie jeweils die Familienlinien Viermund-Bladenhorst und Viermund-Neersen begründeten. Johann hingegen starb kinderlos im Jahr 1510. Sein Anteil an Nordenbeck fiel Philipp zu, während Ambrosius das halbe Gericht Viermünden erbte.